# Сикора, Марек (кёрлингист)
Ма́рек Сико́ра (словац. Marek Sýkora) — словацкий кёрлингист.
В составе смешанной парной сборной Словакии участник двух чемпионатов мира (лучший результат — двадцать пятое место в 2015). В составе мужской юниорской сборной Словакии участник четырёх турниров группы Б чемпионата мира среди юниоров.
В «классическом» кёрлинге (команда из четырёх человек одного пола) играет на позиции второго.

## Команды
| Сезон                                               | Четвёртый        | Третий         | Второй           | Первый         | Запасной       | Тренер             | Турниры                      |
| --------------------------------------------------- | ---------------- | -------------- | ---------------- | -------------- | -------------- | ------------------ | ---------------------------- |
| 2014—15                                             | Jakub Polak      | Jakub Cervenka | Марек Сикора     | Jan Horacek    | David Kajan    | David Misun        | ПЕЮ 2015 (14 место)          |
| 2016—17                                             | Jakub Polak      | Jakub Cervenka | Марек Сикора     | Jan Horacek    | Robert Masaryk | David Misun        | ЧМЮ-Б 2017 (14 место)        |
| 2017—18                                             | Jakub Cervenka   | Jan Horacek    | Марек Сикора     | Robert Masaryk |                | Sarka Zubercova    | ЧМЮ-Б 2018 (9 место)         |
| 2018—19                                             | Jakub Cervenka   | Jan Horacek    | Марек Сикора     | Robert Masaryk | Karol Vidlar   | Sarka Zubercova    | ЧМЮ-Б 2019 (янв.) (13 место) |
| 2018—19                                             | Jakub Cervenka   | Jan Horacek    | Марек Сикора     | Karol Vidlar   | David Kajan    | Slavka Makovnikova | ЧМЮ-Б 2019 (дек.) (11 место) |
| Кёрлинг среди смешанных команд (mixed curling)      |                  |                |                  |                |                |                    |                              |
| 2024—25                                             | Габриэла Каянова | Марек Сикора   | Сильвия Сикорова | David Kajan    |                |                    | ЧМСК 2024 (32 место)         |
| Кёрлинг среди смешанных пар (mixed doubles curling) |                  |                |                  |                |                |                    |                              |
| 2014—15                                             | Сильвия Сикорова | Марек Сикора   |                  |                |                | Даниэл Сикора      | ЧМСП 2015 (25 место)         |
| 2018—19                                             | Сильвия Сикорова | Марек Сикора   |                  |                |                | Даниэл Сикора      | ЧМСП 2019 (29 место)         |

(скипы выделены полужирным шрифтом)

## Частная жизнь
Его старшая сестра Сильвия Сикорова — тоже кёрлингистка, они в смешанной паре играли на двух чемпионатах мира.